# 阿米雷
阿米雷（法語：Amuré，法語發音：[amyʁe]）是法国德塞夫勒省的一个市镇，属于尼奥尔区。

## 地理
阿米雷（46°15'56"N, 0°37'39"W）面积14.86 平方千米，位于法国新阿基坦大区德塞夫勒省，该省份为法国西部内陆省份，北起曼恩-卢瓦尔省，西接旺代省，南至夏朗德省和滨海夏朗德省，东临维埃纳省。
与阿米雷接壤的市镇（或旧市镇、城区）包括：勒布尔代、埃帕讷、弗龙特奈罗昂罗昂、桑赛。

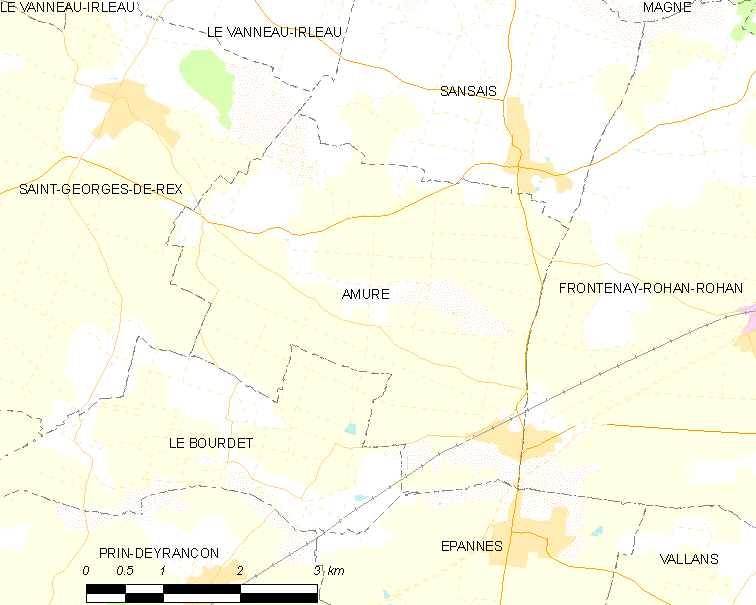
阿米雷的OSM定位图

阿米雷的时区为UTC+01:00、UTC+02:00（夏令时）。

## 行政
阿米雷的邮政编码为79210，INSEE市镇编码为79009。

## 政治
阿米雷所属的省级选区为弗龙特奈罗昂罗昂县。

## 人口

1962-2008年间阿米雷人口变化图示

阿米雷于2022年1月1日时的人口数量为429人。